# Wardahowit
Wardahowit – wieś w Armenii, w prowincji Wajoc Dzor. W 2011 roku liczyła 103 mieszkańców.